# 11793 Chujkovia
11793 Chujkovia eller 1978 TH7 är en asteroid i huvudbältet som upptäcktes den 2 oktober 1978 av den sovjetisk-ryska astronomen Ljudmila Zjuravljova vid Krims astrofysiska observatorium på Krim. Den är uppkallad efter Elizaveta Fedorovna Chujkova.
Asteroiden har en diameter på ungefär 15 kilometer och den tillhör asteroidgruppen Emma.